# A5 (Ivoorkust)
De A5 of Route nationale 5 (A5) is een autoweg in Ivoorkust, die van het centrum noordwaarts tot de grens met Mali loopt.
De weg verbindt Issia met de steden Daloa, Vavoua, Séguéla, Boundiali en Tengrela. De weg kruist de nationale wegen A2 (bij Issia) en A6 (bij Daloa). Voorbij de grens met Mali loopt de weg verder als de RN30 richting hoofdstad Bamako.